# Linaria kurdica
Linaria kurdica är en grobladsväxtart. Linaria kurdica ingår i släktet sporrar, och familjen grobladsväxter.

## Underarter
Arten delas in i följande underarter:
- L. k. aucheri
- L. k. eriocalyx
- L. k. kurdica
- L. k. pycnophylla
- L. k. sintenisii
- L. k. alagezica
- L. k. razdanica